# Le Quartier (centre d'art contemporain)
 (décembre 2022).
Si vous disposez d'ouvrages ou d'articles de référence ou si vous connaissez des sites web de qualité traitant du thème abordé ici, merci de compléter l'article en donnant les références utiles à sa vérifiabilité et en les liant à la section « Notes et références ».
Le Quartier était un centre d'art contemporain situé dans le pays de Cornouaille à Quimper.
Le centre d’art prend place en 1990, dans l’ancienne caserne de la Tour d’Auvergne. Il dispose d’une superficie de 499 m2 d’espaces d’exposition. Il ferme le 31 août 2016 par suite de la suppression des subventions municipales accordées au centre d'art contemporain.

## Projet et missions
Un nouvel espace qui se veut être un laboratoire d’expérimentations artistiques et de rencontres.

## Association
Fondé en 1990 par Michel Pagnoux directeur de l’école des beaux-arts de Quimper avec le soutien de la Ville de Quimper, Le Quartier est géré par l’Association pour le Développement des Centres d’Art (ADAC) qui devient en 1995 Le Quartier. Centre d’art contemporain de Quimper, labellisé par le Ministère de la Culture et de la Communication. Les deux premières années, la direction artistique est collégiale (Jean-Pierre Dussault, Catherine Elkar, Alain Le Quernec, Claude Mollard, Michel Pagnoux et Jean-Pierre Simon), puis en 1992, un poste de direction artistique est créé.
L’association Le Quartier est soutenue par le Ministère de la Culture et de la Communication, la DRAC Bretagne, le Conseil Général du Finistère et la région Bretagne. En juin 2016, la mairie retire toute subvention au centre, rendant probable sa fermeture.

## Lieu

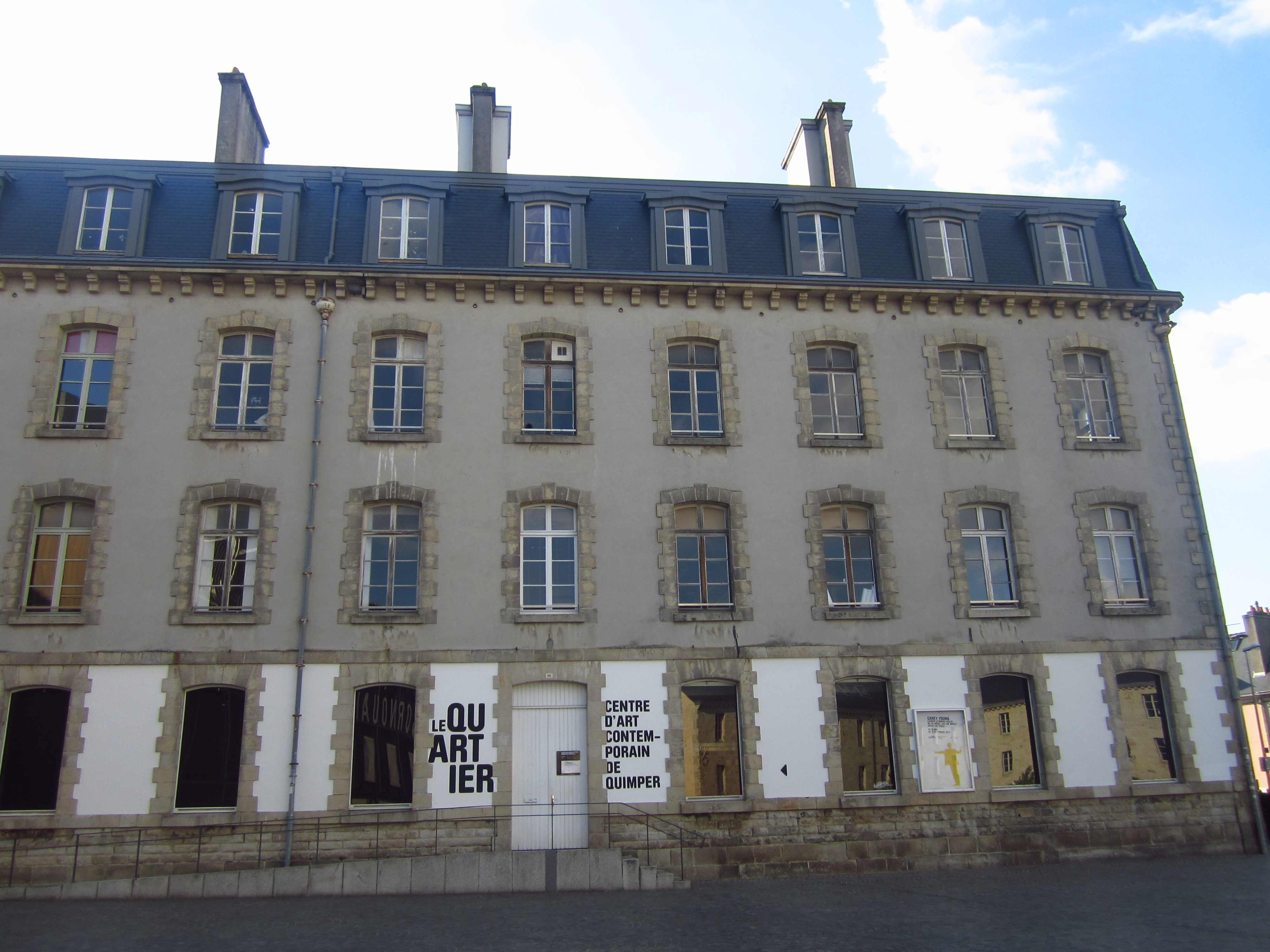
Vue générale du bâtiment.

Le Quartier, centre d’art contemporain est situé au cœur de la ville à proximité de la cité historique. Le centre d’art occupe le rez-de-chaussée de l’ancienne caserne de la Tour d’Auvergne, bâtiment du XIXe siècle, devenu propriété de la ville dans les années 1970, il est partagé avec l’École Supérieure d’Art de Quimper. Cette caserne abritait autrefois le 118e Régiment d'infanterie, à l'époque où la cité était une ville de garnison.
L’esplanade François Mitterrand, qui rassemble l’École des Beaux-Arts, la radio Breizh Izel, le Théâtre de Cornouaille (scène nationale), la Médiathèque des Ursulines forme avec Le Quartier, le cœur culturel de la ville.
Le centre d’art occupe 450 m2. Il est composé de quatre salles d’exposition dessinées par l’architecte François Geay et d’un Project Room inauguré en 2010. Une librairie-café qui présente une sélection d’ouvrage sur l’art contemporain.
En 2007, l’artiste Nicolas Floc’h équipe la librairie d’un mobilier sculptural et modulaire qui s’adapte aux activités du centre d’art.
En 2010, le Quartier est réaménagé avec la création du Project Room, d’un espace atelier et d’une nouvelle signalétique. La charte graphique originale, conçue par Alain Le Querec est entièrement refondue par Jérôme Saint Loubert Bié en 2010.